# Kolonie und Protektorat Sierra Leone
Die Kolonie und Protektorat Sierra Leone (englisch Sierra Leone Colony and Protectorate) war eine Britische Kolonie mit Protektorat und bestand von 1808 bis 1961. Die Kronkolonie mit der Hauptstadt Freetown wurde 1808 gegründet.
Am 17. Oktober 1821 wurde die Kolonie Teil von Britisch-Westafrika und Freetown diente diesem Gebiet als Hauptstadt. Am 31. August 1896 wurde das Hinterland Freetowns zum Protektorat.
1961 wurde Sierra Leone als Commonwealth Realm in die Unabhängigkeit entlassen. 1971 wurde das Land eine Republik.

Flagge zwischen 1889 und 1914
Wappen zwischen 1889 und 1914
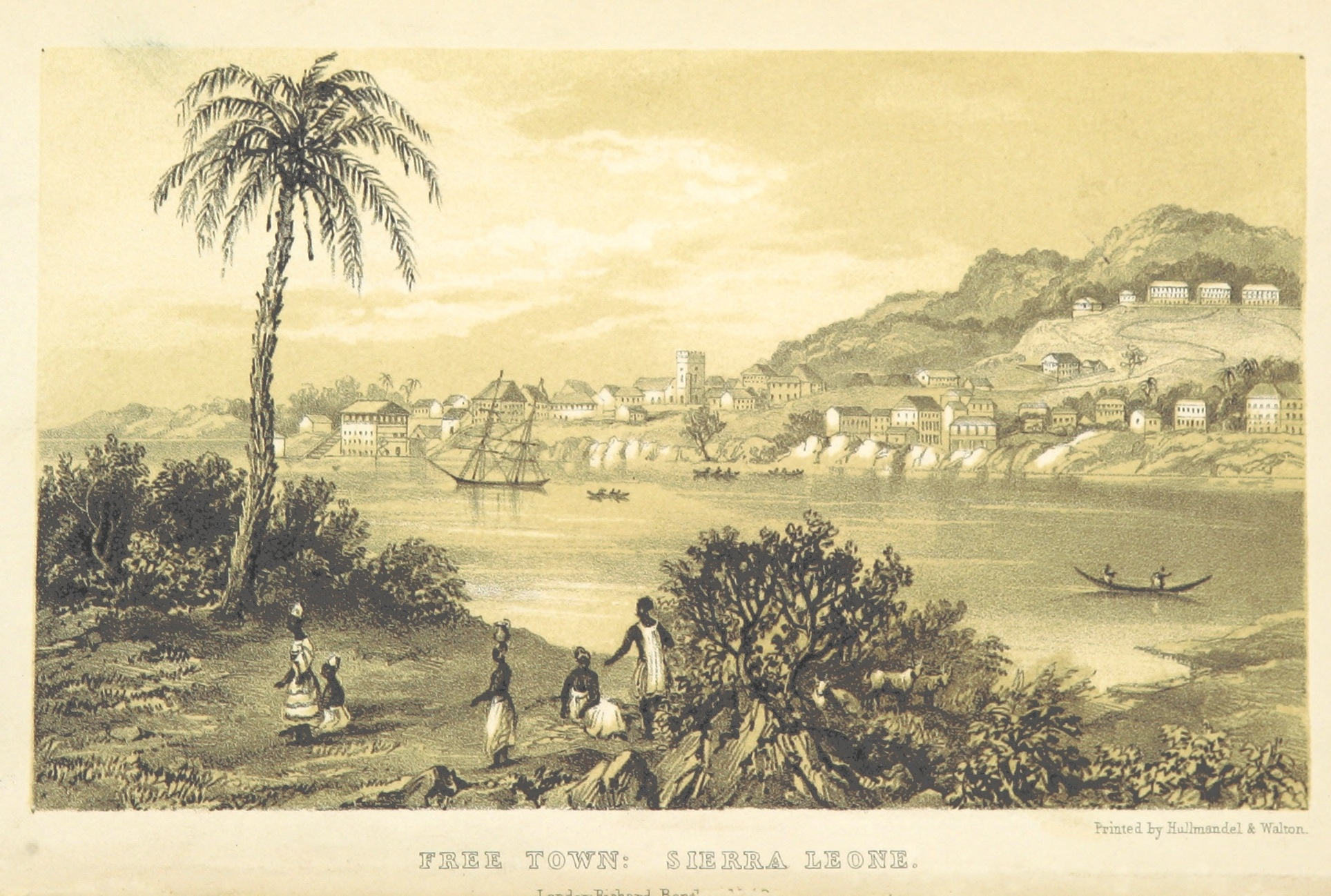
Freetown um 1850